# Sierakowo (powiat płoński)
Sierakowo – wieś sołecka w Polsce położona w województwie mazowieckim, w powiecie płońskim, w gminie Raciąż. Leży nad Raciążnicą.
W latach 1975–1998 miejscowość należała administracyjnie do województwa ciechanowskiego.
Sierakowo jako wieś wciąż się rozwija powstało tu niedawno boisko, w 2016 roku wylano nową drogę Sierakowo–Draminek i jest planowany (2021) remont drogi Sierakowo–Kossobudy.